# 田中將賀
田中將賀（1976年1月19日—），日本動畫製作公司ARTLAND所屬的動畫師。出身於廣島縣福山市。

## 人物
小學時繪畫表現傑出，使之中學生曾萌生成為漫畫家的念頭，並在高中時曾向集英社投稿幻想系的作品。期間亦因為有足球和籃球的興趣，而在畫風上頗受《男兒當入樽》的運動類作品所影響。
就讀岡山理科大學時因為沒有漫畫相關學會而轉往動畫研究會，繼而首次認識動畫製作流程，及後令其決定中途退學並轉往代代木動畫學院。出道時進入ARTLAND，於數個作品後轉為自由身。其很早就從原有手繪製作轉往數碼製作，也曾有兼任演出工作的念頭。工作時累積處理不同作畫線條的經驗，在只有基本設定稿下，亦通曉如何自然地呈現角色不同角度的模樣、動作和神緒；升任作畫監督後，其簡單快捷修正不同畫師作品的優點更見突出，於巧妙維持作畫質素和觀感下，克服不少製作團隊工期緊張和人手不足問題。
在2006年於《家庭教師HITMAN REBORN!》首次擔當角色設計，及後長期參與長井龍雪和新海誠導演的動畫作品。

## 參加作品

### 電視動畫
- 女棒甲子園（動画）
- 轟天突擊隊（動画）
- 頭文字D Second Stage（動画）
- 星方天使（動画）
- 此时此刻的我（動画、原画）
- HUNTER×HUNTER（動画、動画検査）
- Da!Da!Da!（動画）
- 沉默的未知（原画、作画監督補佐）
- 地球少女Arjuna（原画）
- 光劍星傳EX（原画）
- ANGELIC LAYER 天使领域（原画）
- 银河天使（作畫監督、原画）
- X（作画監督、原画）
- Chobits（作画監督、原画、動画チェック）
- 禁獵魔女（原画）
- 银河天使A（作画監督、原画）
- 魔力女管家～更美丽的事～ Automatic Maiden（原画）
- わがまま☆フェアリー ミルモでポン!（原画）
- 圆盘皇女 十二月的小夜曲（原画）
- 妄想科學美少女（作画監督、原画）
- 爱的魔法（原画、OP）
- 女孩萬歲 first season（原画）
- 天上天下（原画）
- 十兵衛2 -西伯利亚柳生的逆袭-（作画監督、原画）
- 勇午 俄罗斯編（作画監督、原画）
- 校园迷糊大王（原画）
- BLEACH（原画）
- 舞-HiME（作画監督、原画、OP、角色作画監督）
- 搞笑漫畫日和（分镜、演出、作画監督）
- 交响诗篇（作画監督、原画、OP、ED）
- 舞-乙HiME（原画、OP）
- 蟲師（作画監督、原画、演出補佐）
- 血戰（原画）
- 蜂蜜與四葉草II（原画）
- 我們的存在（作画監督、OP、作画監督補佐）
- 家庭教師HITMAN REBORN!（人物设定、分镜、OP、ED、演出、总作画監督、作画監督、原画）
- 天元突破紅蓮螺巖（原画）
- Sketch book～素描簿～（原画）
- SOUL EATER（原画）
- TIGER×DRAGON！（人物设定、总作画監督、OP、ED、总作画監督補佐）
- 卡辛～罪～（原画）
- 神薙（原画）
- 穿越宇宙的少女（原画）
- 科學超電磁砲（原画、後期ED分镜）
- 魔力女管家特别篇 我回来了◆欢迎回来（原画、OP）
- 最後大魔王（原画）
- 無法掙脫的背叛（OP原画）
- 學園默示錄（人物设定、总作画監督、作画監督、声優）
- 魔法禁書目錄II（ED2原画）
- 我們仍未知道那天所看見的花的名字。（人物设定、总作画監督、作画監督）
- 白兔糖（原画）
- 在盛夏等待（人物设定、总作画監督、原画、OP作画監督）
- 十字路口（角色設計、OP作画監督）
- 魔奇少年（OP原画）
- 櫻花莊的寵物女孩（原画）
- 火影忍者疾風傳（原画）
- 刀劍神域（原画、提供）
- 閃亂神樂（原画）
- AMNESIA（OP原画）
- 科學超電磁砲（原画）
- NO GAME NO LIFE（原画）
- 甲鐵城的卡巴內里（作画監督）
- 超自然9人組（OP原画、endcard）
- DARLING in the FRANXX（人物設定、总作画監督）
- 22/7（部分人物原案）

### 電影動畫
- 機動戰士Z高達I 星之繼承者（原画）
- 機動戰士Z鋼彈III 星辰鼓動之愛（原畫）

- 火影忍者疾風傳劇場版 火意志的繼承者（原画）

- 好想大聲說出心底的話。（角色設計、總作畫監督）
- 你的名字（角色設計）
- 天氣之子（角色設計）
- 知道天空有多藍的人啊（角色設計、總作畫監督）
- 鈴芽之旅（角色設計）

### OVA
- 畢業M（動畫）
- 銀河英雄傳說
  - 千億之星、千億之光（動畫）
  - 叛亂者（原畫）
  - 奪還者（原畫、動畫）
- Hunter × Hunter ORIGINAL VIDEO ANIMATION（原畫）
- 刀劍神域 Extra Edition（作画監督）

## 外部連結
- 田中將賀的X（前Twitter）